# Карел, Мариан
Мариан Карел (чеш. Marian Karel; род. 1944, Пардубице) — современный чешский художник и архитектор, основным художественным материалом которого является стекло. Инсталляции и студийные работы Мариана Карела находятся в частных и государственных собраниях Чехии, Германии, России, Швейцарии, Японии, США, Франции.
После окончания училища (художественно-прикладное, студия металла, Яблонец-над-Нисой) Мариен Карел поступает в Академию Искусств, Архитектуры и Дизайна в Праге, в студию профессора Станислава Либенского. С 1995 года в той же академии художник возглавляет студию архитектурного стекла.
Мариан Карел принадлежит к молодому поколению художников студийного стекла. Интерес Мариена Карела сосредоточен, главным образом, на архитектурном стекле, на работе с пространством. Мариен Карел продолжает и развивает традиции, заложенные его предшественниками, Станиславом Либенским и Вацлавом Циглером.
Прозрачность стекла и его оптические свойства позволяет добиваться особого внутреннего пространства объектов. Мариен Карел создает инсталляции из простейших геометрических фигур: куба, пирамиды, призмы. В его работах всегда присутствует пространство, воздух: стекло преломляет и отражает интерьер, на прямых и изогнутых поверхностях по-разному играет свет. Инсталляции и скульптуры Мариена Карела становятся совершенно самостоятельны, они живут и меняются неотрывно от архитектуры, игры света и тени, движения людей вокруг.
Часто художник объединяет контрастные, полярные друг другу материалы: листы стекла и бетон, стальные профили рам, оптика и камень, дерево.